# Rombicosidodecaedru metabigirat
În geometrie un rombicosidodecaedru metabigirat este un poliedru convex, poliedrul Johnson J74.
Este un poliedru canonic. Având 62 de fețe, este un hexacontadiedru.

## Construcție
Poate fi construit prin rotirea cu 36° a două cupole pentagonale (J5) care nu sunt opuse ale unui rombicosidodecaedru (un poliedru arhimedic). Rombicosidodecaedrul metabigirat are aceleași fețe în jurul unui vârf, ca și rombicosidodecaedrul, dar are la unele vârfuri configurația vârfului diferită: 3.4.4.5, față de cea a rombicosidodecaedrului, 3.4.5.4.

## Mărimi asociate
Următoarele formule pentru arie, A, volum, V, rază mediană, rm și rază circumscrisă, R, sunt stabilite pentru lungimea laturilor tuturor poligoanelor (care sunt regulate) a:
{\displaystyle A=\left(30+5{\sqrt {3}}+3{\sqrt {25+10{\sqrt {5}}}}\right)a^{2}\approx 59,305983~a^{2},}
{\displaystyle V=\left(20+{\frac {29{\sqrt {5}}}{3}}\right)a^{3}\approx 41,615324~a^{3},}
{\displaystyle r_{m}={\sqrt {{\frac {5}{2}}+{\sqrt {5}}}}\,a\approx 2,176251~a,}
{\displaystyle R={\frac {1}{2}}{\sqrt {11+4{\sqrt {5}}}}\,a\approx 2,232952~a.}

## Poliedre înrudite
Alte poliedre Johnson alternative, construite prin rotirea diferitelor cupole ale unui rombicosidodecaedru, sunt:
- rombicosidodecaedrul girat (J72) la care este rotită o singură cupolă;
- rombicosidodecaedrul parabigirat (J73) la care sunt rotite două cupole opuse;
- rombicosidodecaedrul trigirat (J75) la care sunt rotite trei cupole.